# Roberto Premier
Roberto Premier, né le 25 janvier 1958 à Spresiano, en Italie, est un joueur puis entraîneur italien de basket-ball, évoluant au poste d'arrière.

## Biographie

### Palmarès
- Finaliste des Jeux olympiques 1980
- 3e du championnat d'Europe 1985
- Finaliste du championnat d'Europe 1991
- Vainqueur de la coupe d'Europe des clubs champions 1987 et 1988 (Olimpia Milan)
- Champion d'Italie 1982, 1985, 1986, 1987, 1989 (Olimpia Milan)
- Vainqueur de la Coupe Korać 1985 (Olimpia Milan) et 1992 (Virtus Rome)